# بریالیا
بریالیا (به ایتالیایی: Briaglia) یک کومونه در ایتالیا است که در استان کونیو واقع شده‌است.

## خصوصیات
بریالیا ۶٫۲ کیلومترمربع مساحت و ۳۱۴ نفر جمعیت دارد.